# Yoshi (série)
Yoshi é uma franquia de jogos de plataforma e puzzle que são um spin-off da franquia Mario, desenvolvidos e publicados pela Nintendo. Os jogos são feitos por uma variedade de desenvolvedoras incluindo Nintendo, Game Freak, Intelligent Systems, Artoon, Arzest, e Good-Feel. Jogos da série Yoshi são desenvolvidos para os consoles da Nintendo e portáteis da mesma datando desde o Nintendo Entertainment System até Consoles de videogame de oitava geração. Alguns dos jogos que saíram para NES e SNES foram portados para o Game Boy Advance e o Virtual Console (ambos, no caso do Super Mario World).
A série gira em torno de Yoshi, um dinossaurinho verde. Foi introduzido primeiramente em 1990 num jogo de Super Nintendo Entertainment System, Super Mario World, onde era montado por Mario e Luigi. Os antagonistas da série são Baby Bowser, o pequeno rei dos Koopas, e Kamek, o Magikoopa que era babá de Bowser. O primeiro jogo do Yoshi foi em 1991 como um jogo de Puzzle para o  NES, Yoshi, que foi desenvolvido pela Game Freak. O primeiro jogo que foi considerado a série principal, foi o primeiro onde Yoshi se tornou um personagem jogável, o jogo de 1995, Super Mario World 2: Yoshi's Island, que introduziu os grampos universais que foram utilizado nos próximos jogos. Esses grampos incluindo o estilo gráfico, e os vários elementos do jogo. Um dos primeiros jogos da série, Yoshi's Safari, se difere muito do resto, é um jogo de Light gun shooter. O jogo mais recente da série é o de 2015, para Wii U, Yoshi's Woolly World, onde o dinossaurinho verde embarca em novas aventuras num mundo de lã.

## Video games

### Série principal

#### Série de Yoshi's Island
- Super Mario World 2: Yoshi's Island
- Yoshi's Island: Super Mario Advance 3
- Yoshi Touch & Go
- Yoshi's Island DS
- Yoshi's New Island

#### Série de jogos de plataformas do Yoshi
- Yoshi's Story
- Yoshi Topsy-Turvy
- Yoshi's Woolly World
- Poochy & Yoshi's Woolly World
- Yoshi's Crafted World

#### Série de jogospuzzledo Yoshi
- Yoshi
- Yoshi's Cookie
- Yoshi no Cookie: Kuruppon Oven de Cookie
- Tetris Attack
- Nintendo Puzzle Collection

### Outros jogos
- Yoshi's Safari
- Yoshi Racing (jogo cancelado)